# المدرج (يافع)

تعديل مصدري - تعديل

المدرج هي إحدى قرى عزلة لبعوس بمديرية يافع التابعة لمحافظة لحج، بلغ تعداد سكانها 122 نسمة حسب تعداد اليمن لعام 2004.